# Araneus mayanghe
Espèce
Araneus mayanghe est une espèce d'araignées aranéomorphes de la famille des Araneidae.

## Distribution
Cette espèce est endémique du Guizhou en Chine. Elle se rencontre dans le xian de Yanhe.

## Description
Le mâle holotype mesure 4,00 mm et la femelle paratype 4,95 mm.

## Systématique et taxinomie
Cette espèce a été décrite par Mi et Wang en 2023.

## Étymologie
Son nom d'espèce lui a été donné en référence au lieu de sa découverte, la réserve naturelle nationale de Mayanghe.

## Publication originale
- Wu, Wang, Wu, Zhang & Mi, 2023 : « On four new species of the orb-weaver spider genus Araneus Clerck, 1757 (Araneae, Araneidae) from southern China. » ZooKeys, vol. 1160, p. 169-190 (texte intégral).